# 1472
1472. је била проста година.

## Рођења

### Април
- 25. април — Леонбатиста Алберти, италијански сликар. (* 1404)

## Смрти
- Википедија:Непознат датум — Свештеномученик Исидор са 72 верника, хришћански светитељи и мученици